# Develop One's Faculties
Develop One's Faculties（ディヴェロプ ワンス ファーカルティース）は、日本のヴィジュアル系ロックバンド。2014年に東京で結成、同年12月20日に始動開始。レーベルはSPEED DISK。略称は「DOF」が用いられる。2023年12月20日の代官山UNIT公演をもって活動終了。

## 概要
- 2014年12月20日に正式始動。2019年にメンバーの脱退・加入を経て現体制へ。
- 2023年12月20日、ワンマンライブ【                      】代官山UNIT公演をもって活動終了した。
- バンド名は「自分たちで高め合う/成長し合う」という意味の熟語で、バンド名そのものがバンドのコンセプトになっており、音源やアートワークの制作などに関してなるべく外注を入れないで行っている[4][5]。
- 結成は東京だが、メンバー全員が名古屋を拠点に活動していた経歴があり、うち3人は愛知県出身であるため、名古屋バンドを自称することもある[6]。

- ヴィジュアル系バンドとしては珍しいギターボーカルスタイルでのバンドである[7]。メンバー全員がヴィジュアル系のシーンで活動してきたため、ヴィジュアル系バンドとして活動しているが、鳴ル銅鑼やそこに鳴る、CIVILIANなど他ジャンルのバンドとも積極的に対バンを行っている。
- ヴィジュアル系バンドとしての矜持もあり、衣装やアーティスト写真、フライヤーなどに対するこだわりもしばしばインタビューで語られる[8][9]。また、yuyaはインタビューで「ヴィジュアル系を知っている人にも知らない人にも”カッコイイじゃん、ヴィジュアル系って”っていう衝撃を与えられるようなバンドになりたいし、それが自分たちの使命だと思っています」と語っている[7]。

## メンバー

### 現メンバー

#### yuya - ボーカル・ギター
- ex.Minerva、cocklobin
- 1990年5月8日生まれ。愛知県日進市出身[10]。
- バンドの全楽曲の作詞作曲編曲を務め、ミックスおよびマスタリングも担当する。
- バンド活動継続における金銭的負担を減らすため、ミックスとマスタリングを学んだ[11]。LIPHLICHやAshmaze.など他のバンドのミックス・マスタリング・レコーディングに参加することもある。
- 自宅は「Studio Infinity」というプライベートスタジオとなっており、バンドの作品のレコーディングからマスタリングまでのすべてをプライベートスタジオでおこなう[12]。
- ギターはピックを使用せず、指で弾いている。影響を受けたギタリストとしてリッチー・コッツェンやヌーノ・ベッテンコートを挙げている[13]。
- 主な使用ギターはSago製のジャズマスタータイプやテレキャスター・シンラインタイプなど。
- 歌詞には岡田語（本名から）と呼ばれるスキャットのような言葉を使用することがある。一部を除いて歌詞カードに岡田語は表記されない[11][14]。
- 公式のパート表記はAsserter。バンドでの公式表記をAsserterとしているのは、ギターボーカルという枠に縛られず、色々なことをやりたいという想いからで、楽曲によってはカズーを演奏することもある[15]。
- 好きなアーティストとしては、RADWIMPSや米津玄師、CIVILIANの名前をよく挙げている[16][17]。また、ヴィジュアル系バンドを志したきっかけはDIR EN GREYであった[18][19]。
- バンドと並行してソロ活動も行っている。
- バンド活動終了後、自身の誕生日である5月8日にステージネームをyuyaから私は浮かびながら沈むに変更して、上述のソロ活動を本格始動。また、クリエイティブチームEpiphanyを始動させた[20]。

#### rui - ギター
- ex.the Pumpkin Head、ケミカルピクチャーズなど
- (1983年)7月26日生まれ。愛知県春日井市出身[21]。
- 衣装およびアーティスト写真の原案を手掛け、ライブのセットリストや照明表も作成している[22]。
- 影響を受けたバンドとしては、L'Arc～en～CielやLUNA SEAの名前をよく挙げている[23]。また、ヴィジュアル系バンドとして影響を受けたバンドには、cali≠gariやPsycho le Cému、DIR EN GREYを挙げている[24]。
- 主な使用ギターはmomose製のジャズマスタータイプおよびFender製のジャズマスター。
- ジャズマスターを持つようになったきっかけは椎名林檎の映像作品『発育ステータス 御起立ジャポン』の田渕ひさ子であった[25]。
- バンド活動終了後、活動を引退。引退理由についてインタビューで「ruiという人間をステージで見た時に、自分のよさの全てを出せるのはDOFをやっている自分だと思っているんで［中略］DOFじゃないところで自分を表現できるのかと考えたら、やっぱり今以上の自分を出せないから、ステージには立てないなと思ったんですよ」と語っている[26]。

#### Hiromu - ベース
- ex.Emlibeur、メリーバッドエンド
- 10月11日生まれ。大阪府大阪市出身[27]。2019年4月21日よりサポートメンバーとしてバンドに参加し、2019年12月20日加入[28]。
- 音楽およびベースに目覚めたきっかけはJanne Da Arcであった。その他に好きなバンドとして椿屋四重奏を挙げている[29]。
- 主な使用ベースはVanZandt製の5弦ジャズベースタイプ。
- バンド活動終了後、主にサポートベーシストとして活動している。

#### Johannes - ドラムス
- 6月8日生まれ。愛知県大府市出身[30]。

- 名詞以外の平仮名を排した独特の文章を書き、基本的に言葉を話さずジェスチャーや筆談などで会話するが、可能な際には音声合成ソフトを使用する場合もある[31][32]。インタビューでは通常の文章に翻訳した状態で掲載されることもある[2]。
- 作品のアートワークや、公式YouTubeチャンネルの試聴クロスフェード動画、リリックビデオ等を手掛ける。また、衣装のヘッドギアはプラモデルやおもちゃ等を使用して、自身で手作りしている[33]。
- yuyaのプライベートスタジオではドラムのレコーディングのみおこなえないため、Johannesが所有するスタジオでドラムのレコーディングをおこなう[12][34]。
- ドラムヘッドメーカーasprエンドーサーである[35]。
- ドラムセットは主にPearl製で、ドラムヘッドはaspr製、シンバルはSABIAN製、バスドラムのフロントヘッドは後述のsoraが自作したものを使用している。
- ドラムセットにはピッチ違いのLP製カウベルが２つ付いており、カウベルを組み込んだプレイが特徴的である[32]。
- ドラムに目覚めたきっかけはDASEIN、ヴィジュアル系バンドの音楽に目覚めたきっかけはDIR EN GREYであった[36]。
- 趣味はバス釣りで、自身のSNSに釣果を載せている[37]。
- バンド活動終了後、主にサポートドラマーとして活動している。

### その他

#### sora - Johannes専属マネージャー・Johannesの中の人
- ex.苺69。、meth.、cocklobinなど

- Johannesの専属マネージャーという設定であり、Johannesの代わりにインターネット番組の出演や雑誌のインタビュイーを務めることがある[8][38]。

### 旧メンバー

#### detto - ベース
- ex.タイハイノソラ、江戸川パラドクスなど
- 7月13日生まれ。東京都町田市出身。2019年2月4日付で脱退を発表[39]。
- 主な使用ベースはLAKLAND Skyline Japan Series SK-460、ESP AMAZE。

## 来歴

### 2014年
- cocklobinでバンドメイトであったyuyaとJohannesを中心に結成。
- 10月1日にバンド情報を解禁。
- 10月20日および11月20日のイベントライブにシークレット出演。
- 12月20日のDevelop One's Faculties主催ライブ「gathering place #1」にて正式始動。
- 12月20日に1stシングル『フラスコを振ると天秤揺れた』を会場限定盤と通信販売限定盤の2形態で発売。本作のアートワークはex.cocklobinのniguによるもので、バンドロゴについても同様にniguのデザインである[40]。

### 2015年
- 5月8日に初のワンマンライブ「混沌とした世界の中で足掻き続ける生命とは」を開催。来場者に『混沌とした世界の中で足掻き続ける生命とは』が配布された。
- 5月に2ndシングル『hope』をライカエジソン各店および会場限定販売となる通常盤および通信販売限定盤の2形態で発売。本作のアートワークはruiによるものである。また、本作以降yuyaが全作品のミックスおよびマスタリングを担当する。
- 7月11日に主催ライブ「gathering place #2」を開催。本バンドおよび各メンバーのセッションバンドによる演奏が披露された。
- 9月22日に主催ライブ「gathering place #3～DAY1～」、9月23日に「gathering place #3～DAY2～」を開催。
- 10月16日にスカパー！ミュージック・ジャパンTV放送の音楽番組『ヴィジュアル刑事Z』に出演[41]。これがバンドとして初のテレビ出演であった。
- 10月28日に1stアルバム『reincarnation』を発売。本作が初の全国流通音源であった。1stプレスは予約でメーカー分完売となったため、2ndプレスが発売された[42]。
- 12月20日にワンマンライブ「c=299792457m/s」を開催。来場者に『c=299732457m/s』が配布された。

### 2016年
- 4月27日に3rdシングル『正常とは』を発売。本作以降Johannesが全作品のアートワークを担当する。
- 主催ツーマンライブ(w/Chanty)「きおくにのこるおと」を長野および新潟で開催。
- 5月6日にワンマンライブ「O.N.S.F」を開催。
- 7月13日に4thシングル『斑』を発売。発売のプロモーションとして、8月1日から8月7日までの期間、ユニカビジョンにてCMが放映された[43]。また、7月15日にはFM NACK5『BEAT SHUFFLE』に電話インタビューで出演。バンドとしては初のラジオ出演であった。
- 9月9日にワンマンライブ「相対的カタストロフィー」を開催。来場者に『感情トリートメント』が配布された。
- 11月2日に1stミニアルバム『I WANT MY FREEDOM』発売。
- 12月20日にワンマンライブ「　　　　」を開催。

### 2017年
- 2月11日から2月25日にかけて、Moreとの合同企画ライブ「the Quadruple」を開催。
- 3月8日に1stビデオクリップ集『Develop One's Faculties Vol.1』を発売。これまでに発売されたシングル曲およびリード曲のMVと新曲『monochro』のミュージックビデオおよび前述のワンマンライブ「　　　　」の模様を一部収録。
- 4月29日から5月5日にかけて、初のワンマンツアー「MMLI」を名古屋、大阪、仙台、東京で開催。8月2日から15日にかけては「MMLI」追加公演として「My Music Life Is」を北海道および福岡で開催。
- 7月5日に5thシングル『My World』を発売。
- 10月21日から12月1日にかけてベル、Chantyと合同でスリーマンツアー「二進化十進法」を全16公演開催。また、ツアーに合わせて会場限定でコンピレーションCD『二進化十進法』が発売された。
- 12月20日にワンマンライブ「Welcome to My World」をTSUTAYA O-EASTで開催。一部の楽曲を除いた全曲披露および当日限定衣装を着用という特別な企画がおこなわれた。また、当日限定で『エンドレス』が発売された[44]。

### 2018年
- 2月7日に2ndアルバム『不恰好な街と僕と君』を発売。このアルバムを携え、2月9日から3月10日にかけてワンマンツアー「不恰好な街と僕と君」を全9公演開催。また、この作品からレーベルSPEED DISKに所属する。
- 5月12日および13日に「二進化十進法」追加公演を沖縄Outputにて開催。
- 6月7日に6thシングル『ボーダーライン』を発売。
- 10月10日に7thシングル『シャーデンフロイデ』を発売。このシングルを主軸に、10月17日から12月14日にかけてワンマンツアー「常緑樹-ever green-」を全11公演開催。また、ツアーファイナルの白金高輪SELENE b2公演では『常緑樹-ever green-』が配布された。
- 12月20日に4周年記念ライブ[4th ANNIVERSARY oneman live]を開催。アコースティック編成と通常編成の二部制であった。

### 2019年
- 2月4日にdettoの脱退を発表。これを受けて、2月9日から3月15日まで3人体制でイベントライブに出演[45]。3月31日以降はサポートベーシストを迎えてライブを行う[46]。
- 4月17日から27日にかけて主催ツーマンイベント【respect】を開催。ゲストバンドは鳴ル銅鑼、DaizyStripper、ユナイト、夜。
- 5月8日にアコースティック編成でのワンマンライブ「6%6%<8=」を開催。ゲストアクトとして、おおくぼけい（アーバンギャルド）およびマジシャンのKiLaが出演した。
- 5月8日に2ndビデオクリップ集『Develop One's Faculties Vol.2「常緑樹-ever green-」 』を発売。『My World』から『シャーデンフロイデ』までのシングル曲およびリード曲のミュージックビデオおよび前述のワンマンライブ「常緑樹-ever green-」白金高輪SELENE b2公演の模様を収録。
- 6月5日に8thシングル『ephemeral』を発売。ベースはyuyaが担当し、結果的にこれが3人体制唯一の音源であった[47]。
- 5月13日から7月27日にかけてワンマンツアー「Hello.」を全10公演開催。
- 12月に5周年記念ツアー「1/fゆらぎ」を東名阪で開催。同時に名阪ではスペシャルライブ「M.S.N」を開催。12月20日のツアーファイナルの池袋EDGE公演でHiromuが正式加入[48]。以後、現体制となる。

### 2020年
- 2月26日に完売音源を含む過去作品が各種サブスクリプションサービスにて配信開始。
- 2月27日にチバテレビ・TOKYO MXほか『真夜中のおバカ騒ぎ！』にゲスト出演[49]。バンドとしては初の地上波出演であった。
- 3月11日に3rdアルバム『INVERSE ЯEVERSE』を発売。アルバムを携え、新体制初のワンマンツアー「INVERSE ЯEVERSE」を全14公演開催予定であったが、新型コロナウイルスの感染拡大を受け、予定されていた公演のうち8公演が中止となった。
- 5月5日および6月10日に無観客ワンマンライブ「STAY HOME」がZAIKOにて配信。
- 8月10日にワンマンライブ「no border music」を開催。
- 9月6日にはワンマンライブを「模写」「感情が芽生えたアンドロイド」の二部制で開催。
- 9月23日に9thシングル『ヒューマノイド』を発売。このシングルを主軸に11月8日から12月20日にはワンマンツアー「想像する僕達の届くか分からない理想」を開催。また、福岡と札幌ではスペシャルワンマンライブ「díːtuər」も同時に開催。しかし、北海道での新型コロナウイルス感染拡大を受け、札幌2公演は中止となった。

### 2021年
- 2月7日から3月7日かけてワンマンツアーを開催することが発表されたが、緊急事態宣言の発令を受け、詳細発表前に全公演の開催が延期された。
- メンバーの誕生日に合わせ、ライブ「born down the world」を5月10日、6月8日、7月26日、10月11日に開催することを発表。しかし、5月10日に予定されていた公演は新型コロナウイルス感染状況に伴う会場側の要請により中止となった。5月10日当日はYouTube Liveでアコースティックライブを実施した[50]。他の日程は予定通り開催された。
- 6月2日にバンド初の両A面10thシングル『peace / insomnia』を発売。6月25日にはFM NACK5『BEAT SHUFFLE』にリモートインタビューで出演。このシングルを主軸に6月5日から8月1日にはワンマンツアー『Shrinking World』を全12公演開催。
- 7月11日にそこに鳴ると合同でツーマンライブ「超次元の戯言」を開催。
- 8月2日、アクセサリーブランド「Dearest CROWN」とのコラボアクセサリーを発売開始。
- 11月6日から12月20日にかけてワンマンツアー「asteroid rendezvous」を関東近郊で全7公演開催。リリースを伴わないツアーであったが、本ツアー限定の新衣装であった。

### 2022年
- 3月12日から4月15日にかけてLeetspeak monstersと合同でツーマンツアー「Leetspeak Faculties」を開催。また、ツアーに合わせて会場限定でコンピレーションCD『Leetspeak Faculties』が発売された。
- 5月8日にアコースティック編成でのワンマンライブ「born down the world」を開催。ゲストアクトとしておおくぼけいが出演した。
- 5月11日に2ndミニアルバム『C17H19NO3』を発売。アルバムを携え、5月22日から8月6日にかけてワンマンツアー「C17H19NO3」を全13公演開催。ツアーファイナル赤羽ReNY alpha公演はruiの新型コロナウイルス陽性が発覚し、yuya・Hiromu・Johannesの3人での出演となった。
- 9月15日から9月24日にかけてLIPHLICH、Leetspeak monstersと合同でスリーマンツアー「DEVIL RICH MON$TAR」を全7公演開催。また、ツアーに合わせて会場限定でコンピレーションCD『DEVIL RICH MON$TAR』が発売された。
- 9月19日に夢カナYellプロジェクトによるライブイベント「GAMUSYALIVE vol.4 -Link the YOUNG-」へ出演。ライブ独自の応援システムで、来場客および配信視聴者から最も多くの票数を獲得し、投げYell投票1位となった[51]。
- 11月5日から翌年1月29日にかけてベル、Chantyと合同でスリーマンツアー「二進化十進法」を全17公演開催。また、ツアーに合わせて会場および委託店舗限定でコンピレーションCD『二進化十進法2』が発売された。11月25日にはFM NACK5『BEAT SHUFFLE』にリモートインタビューで出演。
- 12月6日にワンマンライブ「loop back#1」、12月13日にワンマンライブ「loop back#2」、12月20日にワンマンライブ「loop back#3」を3週連続で開催。「loop back#3」では『memento mori』が限定販売された。

### 2023年
- 3月4日から3月19日にかけて「ベル×Chanty×Develop One's Faculties 3マン全国ツアーFINAL 「二進化十進法」」として東名阪で追加公演を開催。
- 4月18日から5月26日にかけてワンマンライブ「screaming a gain」を関東近郊3箇所で開催。ワンマンライブとしては、2020年3月の「INVERSE ЯEVERSE」ツアー以来となる声出し解禁ライブであった。
- 6月25日にワンマンライブ「理想と現実の狭間から愛を込めて。」を開催。当日ライブ会場限定限定音源として11thシングル『理想と現実』が販売された。これは、7月21日にデジタルリリースされたシングルと同一内容である。
- 10月14日から12月20日にかけてワンマンツアー【                      】を全14公演開催。
- 10月1日にツアーファイナルである12月20日の代官山UNIT公演をもって活動を終了することを発表。
- 10月14日にベストアルバム『Develop One's Faculties BEST』を発売。また、同日ワンマンツアー会場限定音源として『Develop One's Faculties』が販売された。
- 11月10日に主催ツーマンライブ「偶然の必然」（ゲスト：MATHILDA）、11月30日に主催ツーマンライブ「逆の世界」（ゲスト：Chanty）、12月11日に主催スリーマンライブ「DEVIL RICH MON$TAR」（ゲスト：LIPHLICH、Leetspeak monsters）を開催。

- 12月13日にワンマンライブ「M.S.N」を開催。本公演は”過去に販売された公式グッズのパーカーおよびTシャツ着用者のみ入場可能”というドレスコードの指定があった[52]。
- 12月20日、ワンマンツアー【                      】のツアーファイナルである代官山UNIT公演をもって活動を終了。

### 2024年
- 4月に3作目の映像作品となる『Develop One's Faculties Vol.3』を発売。前述のワンマンライブ【                      】代官山UNIT公演の模様を収録。バンドとして初のBlu-ray仕様で、受注生産がおこなわれた。

## ディスコグラフィ

### 配布音源・会場限定販売音源
- 『混沌とした世界の中で足掻き続ける生命とは』

2015年5月8日開催のワンマンライブ「混沌とした世界の中で足掻き続ける生命とは」にて配布。yuya以外のメンバーは参加しておらず、ソロ楽曲扱いであるため、バンドのライブでは基本的に演奏されず、公式サイトのディスコグラフィにも掲載されていない。ピアノ演奏はyuyaの旧友であるさー太。CD-R仕様。
- 『c=299732457m/s』

2015年12月20日開催のワンマンライブ「c=299792457m/s」にて配布。タイトルは「真空中の光速」と読む。yuya以外のメンバーは参加しておらず、ソロ楽曲扱いであるため、バンドのライブでは基本的に演奏されず、公式サイトのディスコグラフィにも掲載されていない。CD-R仕様。
- 『感情トリートメント』

2016年9月9日開催のワンマンライブ「相対的カタストロフィー」にて配布。ベストアルバム『Develop One's Faculties BEST』に収録。
- 『エンドレス』

2017年12月20日開催のワンマンライブ「Welcome to My World」にて販売。 ベストアルバム『Develop One's Faculties BEST』に収録。
- 『常緑樹-ever green-』

2018年12月14日開催のワンマンライブ「常緑樹-ever green-」白金高輪SELENE b2公演にて配布。ツアーで使用された開演SEが収録されている。ライブDVD『Develop One's Faculties Vol.2「常緑樹-ever green-」 』のメニュー画面で聴くことができる。
- 『peace / insomnia【サイン入りinstrumental CD】』

2021年6月2日に発売された10thシングル『peace / insomnia』に本来収録予定であった『peace (instrumental)』および『insomnia (instrumental)』が収録されていなかったことを受け配布された。CD-R仕様。
- 『memento mori』

2022年12月20日開催のワンマンライブ「loop back #3」にて販売。 ベストアルバム『Develop One's Faculties BEST』に収録。
- 『理想と現実』

2023年6月25日開催のワンマンライブ「理想と現実の狭間から愛を込めて。」にて販売。2023年7月21日にデジタルリリースされた同名音源と同一の内容。
- 『Develop One's Faculties』

2023年開催のワンマンツアー【                      】にて販売。

### 未発売音源
- 『ヨハネスのテーマ』『ヨハネス狂神曲』

ドラムソロ『～ヨハネスタイム～』用の楽曲。主に単発ワンマンライブやツアーファイナル公演で披露される。ライブバージョンがLive Blu-ray『Develop One's Faculties Vol.3』に収録。
- 『Develop One's Faculties music box ver.』

上述の『Develop One's Faculties』のオルゴールバージョン。2023年12月20日開催のワンマンライブ【                      】代官山UNIT公演の終演SEとして使用された。終演後、yuyaのXにて配布された。

## ミュージックビデオ
| 公開日         | 曲名                       | 監督                             | 備考                           |
| -------------- | -------------------------- | -------------------------------- | ------------------------------ |
| 2014年9月30日  | フラスコを振ると天秤揺れた | sho nagasawa (blue clover)       |                                |
| 2015年5月3日   | hope                       | akio yokoyama (BETTER THINGS)    |                                |
| 2015年10月28日 | insert memory              | naoki takeyama (LiMiTMAKEFRFILM) |                                |
| 2016年4月15日  | 正常とは                   | sho nagasawa (blue clover)       |                                |
| 2016年7月8日   | 斑                         | naoki takeyama (LiMiTMAKEFRFILM) |                                |
| 2016年11月1日  | メランコリィな生活         | tomoya sakai (TRIUMPH inc.)      |                                |
| 2017年2月25日  | monochro                   | naoki takeyama (LiMiTMAKEFRFILM) |                                |
| 2017年7月29日  | My World                   | tomoya sakai (TRIUMPH inc.)      |                                |
| 2017年12月20日 | My World【改世界版】       | naoki takeyama (LiMiTMAKEFRFILM) | 上記『My World』の別バージョン |
| 2018年2月2日   | アンインテリジブル         | naoki takeyama (LiMiTMAKEFRFILM) |                                |
| 2018年6月28日  | ボーダーライン             | naoki takeyama (LiMiTMAKEFRFILM) |                                |
| 2018年10月24日 | シャーデンフロイデ         | tetsushi suehiro (HATCH)         |                                |
| 2019年6月17日  | ephemeral                  | 黒川優一 (crap dolly)            | リリックビデオ                 |
| 2020年3月5日   | 青と空                     | orange (unravel.)                |                                |
| 2020年10月4日  | ねえ                       | tomoya sakai (TRIUMPH inc.)      |                                |
| 2021年8月1日   | peace                      | tomoya sakai (TRIUMPH inc.)      |                                |
| 2021年8月1日   | insomnia                   | tomoya sakai (TRIUMPH inc.)      |                                |
| 2022年5月8日   | NPC                        | 不明                             |                                |
| 2023年7月19日  | 理想と現実                 | Johannes                         | リリックビデオ                 |

## メディア出演
テレビ
- 2015年10月16日 ミュージック・ジャパンTV「ヴィジュアル刑事Z」
- 2020年2月27日 チバテレビ・TOKYO MXほか「真夜中のおバカ騒ぎ！」yuya&ruiゲスト出演
- 2023年9月9日 スターキャット・ケーブルネットワーク 「～V援隊～V系の幕開けぜよ!! supported by Vijuttoke」Vijuttoke!!Festtoke!!2023 ライブ映像&コメント

ラジオ
- 2016年7月15日 FM NACK5「BEAT SHUFFLE」電話インタビュー
- 2016年9月30日 FM 世田谷「清水屋電波～SHIMIZUYA NET WORK～」
- 2021年6月25日 FM NACK5「BEAT SHUFFLE」リモートインタビュー
- 2022年10月26日 FM はつかいち「インディーズ・アロー」バンドインタビュー
- 2022年11月25日 FM NACK5「BEAT SHUFFLE」「二進化十進法2」インタビュー
- 2022年12月10日 コミュニティFM「たーなー先生の夢カナRADIO」バンドインタビュー
- 2023年10月4日 FM はつかいち「インディーズ・アロー」コメント出演
- 2023年10月20日 FM NACK5「BEAT SHUFFLE」電話インタビュー

ネット
- 2016年6月19日 ニコニコ生放送 えんそくチャンネル [E]テレ 「[Ｅ]テレ開局記念 えんそく24時間テレビ-第3部-」ライブ生中継
- 2016年12月15日 ニコニコ生放送 ViSULOGチャンネル「HYSTERIC CIRCUS 関東CIRCUIT 2017」特番
- 2017年6月21日 ニコニコ生放送 ZEAL LINKニコ生チャンネル ZEAL LINK Presents「SSC-2017-」開催SPECIAL生放送
- 2017年8月9日 ニコニコ生放送 ViSULOGチャンネル BCD「ニ進化十進法」特番
- 2017年10月10日 ニコニコ生放送 ニコニコエンタメチャンネル ニコびじゅ「二進化十進法」特番
- 2017年12月1日 ニコニコ生放送 ViSULOGチャンネル「二進化十進法」ライヴ生中継
- 2017年12月22日 ニコニコ生放送 今夜、アナタの夢み荘 ruiゲスト出演
- 2018年2月6日 ニコニコ生放送 ザ・マッドカントリーズTV「ザ・マッドカントリーズTV vol.3」ruiゲスト出演
- 2018年2月7日 ニコニコ生放送 ViSULOGチャンネル「不恰好な街と僕と君」特集
- 2018年6月13日 ニコニコ生放送 ViSULOGチャンネル「森羅万象tour’18 #2」特番
- 2018年10月30日 ニコニコ生放送 KSPチャンネル「ヴィジュアル系通信・改」
- 2020年3月5日 ニコニコ生放送 ViSULOGチャンネル 「rivabook presents 「コロナは消毒だ-無観客ライブ-」」ライブ生中継
- 2021年6月7日 ニコニコ生放送 KSPチャンネル「WACHA★WACHA」WACHA★DELIコメント出演
- 2023年8月31日 ニコニコ生放送 KSPチャンネル「WACHA★WACHA」WACHA★SPOTスタジオゲスト出演